# 蠟魚
蜡鱼（学名：Thaleichthys pacificus；英语：eulachon、ooligan、hooligan、candlefish），也叫太平洋細齒鮭，為胡瓜魚科蠟魚屬的唯一一種，溫帶魚類，分布於北太平洋白令海淡水、半鹹水、海域，棲息深度0-300公尺，體長可達34公分，棲息在底中層水域，會進行洄游，生活習性不明，可做為食用魚。

## 扩展阅读
維基物種上的相關：太平洋細齒鮭